# Kanton środkowobośniacki
Kanton środkowobośniacki – jeden z kantonów położony w centrum Bośni i Hercegowiny (Federacja Bośni i Hercegowiny), położony na zachód od Sarajewa. Stolicą jest Travnik.

## Podział administracyjny
- Gmina Bugojno
- Gmina Busovača
- Gmina Dobretići
- Gmina Donji Vakuf
- Gmina Fojnica
- Gmina Gornji Vakuf-Uskoplje
- Gmina Jajce
- Gmina Kiseljak
- Gmina Kreševo
- Gmina Novi Travnik
- Gmina Travnik
- Gmina Vitez

## Stosunki etniczne
- Bośniacy – 146 608 (43,2%)
- Chorwaci – 131 744 (38,8%)
- Serbowie – 40 809 (12,0%)
- Jugosłowianie – 13 803 (4,1%)
- inni – 6 738 (1,9%)